# Демократия в Бутане
Демократические преобразования в Бутане начались в 1950-х годах с отмены рабства и учреждением Национального собрания, а завершилось принятием конституции в 2008 году. Первые демократические выборы в Бутане прошли в 2007 году, а к 2011 году все уровни власти избраны демократическим путем. Процесс демократизации в стране прерывался в 1990-х годах в результате крупномасштабной высылки и бегства бутанских непальцев.

## Роль монархии
Процесс модернизации и демократизации инициирован третьим королём Бутана — Джигме Дорджи Вангчука (1952—1972) на фоне растущей сложной ситуации во внутренней и внешней политике.
Согласно Указу короля Джигме Дорджи Вангчука в 1952 году учреждён законодательный орган страны — Национальное собрание из 130 членов с целью продвижения более демократической формы правления. Одной из основных демократических реформ Третьего короля стала отмена рабства в Бутане в 1958 году.
Среди реформ была разработка проекта демократической конституции, который был ратифицирован после отречения Четвёртого короля, Джигме Синге Вангчука. С другой стороны, в период правления Джигме Сингье Вангчука были приняты жёсткие законы о гражданстве, что повлекло за собой изгнание и массовое бегство тысяч лхоцампа (этнических непальцев) из Бутана в 1990-х годах и т. д. После отречения Четвёртого короля глава государства сохранил королевский титул, но больше не царствует с абсолютной властью.
Во времена правления Пятого и нынешнего короля Бутана Джигме Кхесара Намгьяла Вангчука в 2008 году принята действующая Конституция страны, а также проведены демократические выборы в обеих палатах парламента и трёх уровнях местного управления (дзонгхаг, гевог и тхромде).

## Выборы
Первые демократические выборы начались в Бутане с фиктивных выборов 21 апреля 2007 года, для того, чтобы население привыкло к демократическому процессу. Фактические первые беспартийные демократические выборы начались 31 декабря 2007 года. За ними последовали фактические выборы первого демократического правительства Бутана в форме двухпалатного парламента. Для начала граждане избрали членов беспартийного Национального совета (верхняя палата) в период между 2007 и 2008 годами; более влиятельное партийное Национальное собрание (нижняя палата), избрано позднее в 2008 году. Первые демократические местные выборы в Бутане были первоначально запланированы на 2008 год, но были отложены до 2011 года. Местные выборы местного самоуправления дзонгхагов, гевогов и тхромде проводились по смещенному графику в период с января по август 2011 года. Участие избирателей было заметно ниже, чем на предыдущих выборах, ввиду задержек, разочарования и осложнениями в процедуре голосования.

## Первые выборы в Национальный совет
31 декабря 2007 года Бутан демократическим путем избрал свой первый Национальный совет — верхнюю палату нового двухпалатного парламента. Национальный совет Бутана состоял из 25 членов, из которых 20 членов напрямую избраны из 20 дзонгхагов, а ещё 5 назначены Королём Бутана. Выборы не проводились в пяти дзонгхагах (Тхимпху, Трашиянгце, Гаса, Хаа и Лунце) 31 декабря 2007 года, поскольку у них либо не было ни одного кандидата, либо был только один кандидат до последней даты подачи кандидатур. Правила выборов гласят, что от каждого дзонгкхага должно быть не менее двух кандидатов, в противном случае выборы будут отложены для этого конкретного дзонгкхага. Выборы в этих пяти дзонгкхагах состоялись 29 января 2008 года.
Бутан провел свои первые всеобщие выборы в Национальное собрание 24 марта 2008 года/ Избирательная комиссия Бутана зарегистрировала две партии для участия в выборах: Партия мира и процветания Бутана (Друк Фуэнсум Цогпа) и Народно-демократическая партия Бутана (НДП). Третья партия — Национальная партия Бутана, аннулировала свою заявку.
Явка избирателей достигла почти 80 % к моменту закрытия избирательных участков, и, Партия мира и процветания Бутана получила 44 места, а Народно-демократическая партия получила только три места (Фуэнсхолинг в Чухе, Гоенхатое-Лая в Гасе и Сомбейха в Хаа).

## Принятие Конституции
Конституция Бутана принята 18 июля 2008 года первым демократически избранным правительством. Конституция основана на буддийской философии, международных конвенциях по правам человека, сравнительном анализе 20 других современных конституций, общественном мнении и существующих законах, авторитетах и прецедентах.

## Первые выборы в местные органы власти
Выборы начались 20 января 2011 года, однако участки открылись только в 3 из 20 округов — Тхимпху, Чукха (Фуэнсхолинг) и Самдруп Джонгкхар — как часть смещенного графика выборов. В преддверии выборов избрано 1042 чивога, являющихся основой избирательной схемы Бутана по единому избирательному округу, для избрания руководства правительствами дзонгхага, гевога и тхромде. Кандидаты на местные выборы в Бутане не должны принадлежать к какой-либо политической партии, не должны быть зарегистрированным духовенством и должны соответствовать местожительству, характеру и другим требованиям бутанских законов о выборах. Кампании по выборам в местные органы власти не финансировались государством, а кандидаты ограничивались бюджетом кампании в размере 50 000 нгултрум (около 1 130 долларов США).